# Henry Edwards
Henry Edwards (18 de septiembre de 1882 – 2 de noviembre de 1952) fue un actor y director cinematográfico británico. 
Su verdadero nombre era Ethelbert Edwards, y nació en Weston-super-Mare, Inglaterra.
Como actor participó en un total de 81 filmes entre 1915 y 1952, y en su función de director trabajó en 67 títulos entre 1915 y 1937. Edwards estuvo casado con la actriz Chrissie White, con la cual coprotagonizó varias de sus películas.
Henry Edwards falleció en 1952 en Chobham, Inglaterra.

## Selección de su filmografía
Como director
- East Is East (1916)
- City of Beautiful Nonsense (1919)
- The Amazing Quest of Mr. Ernest Bliss (1920)
- Lily of the Alley (1924)
- A Girl of London (1925)
- The Flag Lieutenant (1932)
- Are You a Mason? (1934)
- The Private Secretary (1935)
- Vintage Wine (1935)
- The Rocks of Valpre (1935)
- Scrooge (1935)
- In the Soup (1936)
- Juggernaut (1936)
- The Vicar of Bray (1937)
- Beauty and the Barge (1937)

Como actor
- Indizienbeweis (1929)
- Ringing the Changes (1929)
- The Flag Lieutenant (1932)
- Captain's Orders (1937)
- Spring Meeting (1941)
- The Magic Bow (1946)
- Green for Danger (1946)
- Take My Life (1947)
- Woman Hater (1948)
- Quartet (1948)
- Brass Monkey (1948)
- Madeleine (1950)
- Double Confession (1950)
- White Corridors (1951)
- The Magic Box (1952)
- Something Money Can't Buy (1952)
- Trent's last case (1952)
- The Long Memory (1952)

## Premios y distinciones
Festival Internacional de Cine de Venecia
| Año  | Categoría        | Película | Resultado |
| ---- | ---------------- | -------- | --------- |
| 1936 | Mención especial | Scrooge  | Ganador   |